# Националне боје Србије
Националне боје Србије су црвена, плава и бела, застава Србије се обично назива тробојка. Ова застава је усвојена 1835. године.